# Genstigsbrännan
Genstigsbrännan är ett naturreservat i Ljusnarsbergs kommun i Örebro län.
Området är naturskyddat sedan 2002 och är 144 hektar stort. Reservatet består av barrskog, kärr, myrar och småtjärnar